# 福王草
福王草（学名：Prenanthes tatarinowii）是菊科福王草属的植物。分布于中国大陆的湖北、吉林、陕西、云南、甘肃、山西、河北、山东、河南、内蒙古、辽宁等地，生长于海拔510米至2,980米的地区，多生在山坡林缘、林下、草地、山谷和水旁潮湿地，目前尚未由人工引种栽培。

## 别名
盘果菊（中国高等植物图鉴）

## 外部連結
- 維基物種上的相關：福王草